# Joomla
Joomla ([ʤuːm.lə]; Anhörenⓘ) (Eigenschreibweise: Joomla!) ist ein freies Content-Management-System (CMS) zur Erstellung von Webseiten.
Joomla steht unter der GNU General Public License. Es ist in PHP geschrieben und verwendet objektorientierte Programmierung (OOP) (ab Version 1.0), Entwurfsmuster, speichert Daten in einer MySQL-, Microsoft SQL Server- (ab Version 2.5) oder PostgreSQL- (ab Version 3.0) Datenbank und beinhaltet Funktionen wie zum Beispiel Cache, RSS-Feeds, druckbare Versionen von Seiten, News-Flashes, Blogs, Suche und Unterstützung für die Sprachinternationalisierung.
Joomla! wurde über 100 Millionen Mal heruntergeladen. Über 8000 kostenlose und kommerzielle Erweiterungen sind im offiziellen Joomla!-Extensions-Directory verfügbar, weitere sind aus anderen Quellen verfügbar.
Zusammen mit WordPress, TYPO3 und Drupal gehört es zu den bekanntesten und meistverwendeten Open-Source-Content-Management-Systemen. Historisch ist Joomla aus dem Open-Source-Projekt Mambo hervorgegangen.

## Wesen und Zweck von Joomla
Joomla dient in erster Linie der Erstellung von Webseiten mit veränderlichen, d. h. dynamischen Inhalten, die von mehreren Personen ohne vertiefte Kenntnisse über Webseitenerstellung editiert werden können. Dabei wird innerhalb von Joomla zwischen drei Ebenen streng unterschieden: der funktionellen Struktur, den eigentlichen Seiteninhalten und dem Layout.
Die Einrichtung der funktionellen Struktur, häufig mit dem englischen Begriff management bezeichnet, ist aufwendig und setzt profunde Kenntnisse voraus. Sie liegt daher häufig in den Händen einer entsprechend ausgebildeten Einzelperson, die als Administrator bezeichnet wird. Dieser muss Joomla auf einem Webserver installieren, üblicherweise einem Apache-Webserver, außerdem wird ein MySQL-Datenbank-Server benötigt. In der Regel wird dazu ein fertiges Paket wie XAMPP heruntergeladen und auf einem lokalen Computer ein Webserver installiert. Anschließend kann das gewünschte Joomla-Paket heruntergeladen und offline lauffähig gemacht werden. Erst die fertig eingerichtete Webseite wird anschließend auf einen Webserver hochgeladen.
Die Seiteninhalte, auf Englisch content, können von nun an durch eine beliebig große Anzahl von Autoren über einen leicht bedienbaren Editor wie TinyMCE eingepflegt werden. Der Editor lässt sich mittels eines Webbrowsers aufrufen, so dass die Autoren ihre Inhalte von jedem Ort mit Internetzugang eingeben können. Über eine Benutzerverwaltung lassen sich dabei vom Administrator für jeden Autor und jeden Inhalt individuelle Zugriffs- und Schreibrechte festlegen. Dadurch ist es möglich, dass manche Autoren beispielsweise nur die Inhalte, andere auch die zugrunde liegende funktionelle Struktur beeinflussen können. Um die Identität der Autoren festzustellen, ist der Zugang durch ein Passwort geschützt. Die Autoren müssen dabei – anders als bei der Erstellung von statischen Webseiten – keine Sprachen wie HTML und CSS beherrschen. Durch den Einsatz von JavaScript sehen die Beiträge schon beim Erstellen fast genau so aus wie später im Webbrowser des Besuchers (WYSIWYG-Prinzip).
Aus den beiden erwähnten englischen Begriffen content und management leitet sich die für derartige Software übliche Bezeichnung Content-Management-System (CMS) ab.
Das Layout wird durch sogenannte Templates gestaltet, welche der Webseite unabhängig von Struktur und Inhalt ein einheitliches optisches Erscheinungsbild geben. Die Templates können durch den Administrator einfach ausgewechselt werden, wodurch sich das Aussehen der Webseite bei gleichen Inhalten grundlegend ändert. Da die Herstellung von Templates relativ komplex ist, werden sie in der Regel von Dritten angefertigt. Es existieren etliche kostenlose Templates, die sich in ihrer Farbe an die Bedürfnisse des Benutzers anpassen lassen, dennoch sind sich die Erscheinungsbilder dieser Seiten im Ergebnis erkennbar ähnlich. Es gibt auch kommerzielle Hersteller von Templates, deren individuellere Produkte aber – im Gegensatz zu Joomla – kostenpflichtig sind.
Für kleine und überschaubare Webseiten mit wenigen Unterseiten und weitgehend unveränderlichem Inhalt, die zudem nur von einer einzigen Person gewartet werden, sind Content-Management-Systeme wegen ihrer Komplexität und den höheren Anforderungen an die Server-Hardware ungeeignet. Für solche Aufgaben ist ein Website-Baukasten oder aber ein einfaches CMS besser geeignet. Eine abgespeckte und daher übersichtlichere Version von Joomla ist weder verfügbar noch geplant noch innerhalb des Programmes einstellbar.
Vorteile von Joomla sind:
- Benutzerfreundliche Bedienung
- Leicht erweiterbar durch verschiedene Komponenten, Module und Plugins
- Flexibles und dadurch leicht modernisierbares Design
- Valides HTML und CSS (zumindest in den Standard-Templates)

## Geschichte
Nach erheblichen Differenzen mit dem australischen Unternehmen Miro, das die Namensrechte an Mambo besaß, verabschiedete sich am 17. August 2005 der Großteil der damals am Mambo-Projekt beteiligten Entwickler von Mambo. Um das System dennoch weiterentwickeln zu können, wurde der Code von Mambo 4.5.2.3 in ein neues Projekt mit dem Namen Joomla übernommen und zu Joomla 1.0.x (Stable) weiterentwickelt.
Das Entwicklerteam gründete eine Seite mit dem Namen OpenSourceMatters, um die Nutzer, Entwickler, Webdesigner und die Community mit Informationen zu versorgen. Der Teamleiter zu dieser Zeit, Andrew „MasterChief“ Eddie, der das Projekt kurzzeitig verließ und am 15. August 2007 zurückkehrte, schrieb einen offenen Brief an die Gemeinschaft, der auch im öffentlichen Forum auf mamboserver.com publiziert wurde.
Am 1. September 2005 wurde unter dem neuen Namen Joomla! eine neue Mambo-Version angekündigt. Joomla ist die englischsprachige Schreibweise des Swahili-Wortes jumla, das so viel bedeutet wie „alle zusammen“ oder „als Ganzes“.
Joomla 1.0.0 entspricht Mambo, das lediglich um einige Erweiterungen ergänzt wurde. Im weiteren Verlauf des Jahres 2005 einigte man sich darauf, sich von den Mambo-Wurzeln ganz zu trennen und ein gänzlich eigenes und neues CMS zu entwickeln.
Die Entwicklung der neuen Version, die mit 1.5 versioniert wird, dauerte mehr als zwei Jahre. In der Zwischenzeit wurde die Version 1.0 weiterentwickelt. Am 22. Januar 2008 wurde nach einigen RC-Versionen die erste stabile Version von Joomla 1.5 offiziell veröffentlicht.
Joomla ist quelloffen. Den Joomla-Entwicklern ist diese Entwicklungsphilosophie sehr wichtig, weshalb der offizielle Slogan „… because open source matters“ verwendet wird. Inzwischen wird Joomla weltweit für zehntausende Webseiten der unterschiedlichsten Art eingesetzt. Joomla ist mit knapp 11 % Marktanteil – nach WordPress mit circa 47 % und TYPO3 mit circa 11 % Marktanteil – eines der meistverwendeten CMS in Deutschland. Joomla hat eine starke Nutzergemeinschaft, die ihre Mitglieder aktiv unterstützt. Außerdem gibt es auch im deutschsprachigen Raum Unternehmen, die kommerzielle Unterstützung anbieten und Entwicklung professionell betreiben.
Joomla hat den englischen Packt Publishing Open Source Content Management System Award im Jahr 2006 in der Kategorie Overall Winner und 2007 in der Kategorie Best PHP Open Source Content Management System gewonnen.

## Wichtige Versionen
| Version                                                                                                  | Unterversion | Veröffentlichung(a) | Lebensende                                                                  | Wichtigste Änderungen |
| --- | ------------ | ------------------- | --------------------------------------------------------------------------- | --- |
| 1.x | 1.0          | 15. Sep. 2005       | 22. Juli 2009                                                               | Fortführung von Mambo mit neuen Merkmalen, Bereinigung von Fehlern und Sicherheitslücken |
| 1.x | 1.0.15       | 22. Feb. 2008       | 22. Juli 2009                                                               | Sicherheits- und Stabilitätsaktualisierung |
| 1.x | 1.5.0        | 22. Jan. 2008       | 30. Sep. 2012                                                               | Trennung von Layout und Quelltext, Suchmaschinenoptimierung, Volltextsuche, Caching-Mechanismen, Spracheinstellungen, Integration von Ajax-Funktionen mit Framework MooTools und Langzeitsupport                   |
| 1.x | 1.5.26       | 27. März 2012       | 30. Sep. 2012                                                               | Sicherheits- und Stabilitätsaktualisierung |
| 1.x | 1.6.0        | 10. Jan. 2011       | 19. Aug. 2011                                                               | Benutzerverwaltungssystem, Menüsprachen, unbeschränkte Kategorie-Tiefe |
| 1.x | 1.6.6        | 26. Juli 2011       | 19. Aug. 2011                                                               | XSS-Schwachstelle behoben |
| 1.x | 1.7.0        | 19. Juli 2011       | 24. Feb. 2012                                                               | Sicherheitspatches |
| 1.x | 1.7.5        | 2. Feb. 2012        | 24. Feb. 2012                                                               | Sicherheitspatches |
| 2.5.x | 2.5.0        | 24. Jan. 2012       | 31. Dez. 2014                                                               | Schnellerer Seitenaufbau, verbesserte Suchfunktion, vereinfachte Updatefunktion, Integration von Captcha und Langzeitsupport                                                                                       |
| 2.5.x | 2.5.28       | 10. Dez. 2014       | 31. Dez. 2014                                                               | Fehlerbehebungen |
| 3.x | 3.0.0        | 27. Sep. 2012       | 2013-05                                                                     | Bootstrap, Vereinfachte Installation, Verbesserte Mehrsprachigkeit Betaversion für Entwickler von Joomla 3.5 |
| 3.x | 3.0.3        | 04. Feb. 2013       | 2013-05                                                                     | Betaversion für Entwickler von Joomla 3.5 |
| 3.x | 3.1.0        | 24. April 2013      | 2013-12                                                                     | Tagsystem |
| 3.x | 3.1.6        | 06. Nov. 2013       | 2013-12                                                                     | Sicherheitspatches |
| 3.x | 3.2.0        | 06. Nov. 2013       | 2014-10                                                                     | Sicherheitspatches |
| 3.x | 3.2.3        | 06. März 2014       | 2014-10                                                                     | Sicherheits- und Bugfix-Update |
| 3.x | 3.3.0        | 20. April 2014      | 2015-02                                                                     | Fehlerbehebungen |
| 3.x | 3.3.4        | 23. Sep. 2014       | 2015-02                                                                     | |
| 3.x | 3.4.0        | 24. Feb. 2015       | 2016-03                                                                     | Leistungsfähigere Microdata Implementierung, Fertigstellung der Modul-Editierung via Frontend, Composer Integration im CMS, Schlankerer CMS-Kern ohne com_weblinks                                                 |
| 3.x | 3.4.8        | 24. Dez. 2015       | 2016-03                                                                     | Fehlerbehebungen |
| 3.x | 3.5          | 21. März 2016       | 2016-07                                                                     | Unterstützung von PHP 7, automatische E-Mail-Benachrichtigung für Administratoren bei Updates, Einfügen von Bildern in Artikel via Drag and Drop, Anzeige eines Artikel- und Kategorienzählers in Übersichtsseiten |
| 3.x | 3.5.1        | 05. April 2016      | 2016-07                                                                     | Fehlerbehebungen |
| 3.x | 3.6          | 12. Juli 2016       | 2017-04                                                                     | Neuerungen und Verbesserungen |
| 3.x | 3.6.5        | 13. Dez. 2016       | 2017-04                                                                     | Kritisches Sicherheitspatch |
| 3.x | 3.7.0        | 25. April 2017      | 2017-09                                                                     | Verbesserungen am Routing, Custom Fields und Associations Manager, kritisches Sicherheitspatch |
| 3.x | 3.7.5        | 17. Aug. 2017       | 2017-09                                                                     | |
| 3.x | 3.8.0        | 19. Sep. 2017       | 2018-10                                                                     | Neues Routing-System, Joomla! 4 Compatibility Layer, Improved Sample Data Installation, Sodium Encryption Support                                                                                                  |
| 3.x | 3.8.13       | 09. Okt. 2018       | 2018-10                                                                     | Sicherheitspatches und Fehlerbehebungen |
| 3.x | 3.9.0        | 30. Okt. 2018       | 2021-08                                                                     | Privacy Tool Suite (Verschiedene Verbesserungen in Bezug auf Datenschutz, Löschen und Export von Benutzerdaten) |
| 3.x | 3.9.28       | 06. Juli 2021       | 2021-08                                                                     | Fehlerbehebungen und Sicherheitsupdates |
| 3.x | 3.10.0       | 17. Aug. 2021       | 2023-08-17                                                                  | Letzte Neben-Versionsnummer der Joomla! 3.x-Serie und letzter Langzeitsupport |
| 3.x | 3.10.12      | 11. Jul. 2023       | 2023-08-17                                                                  | Fehlerbehebungen |
| 3.x | 3.10.13-elts | 18. Aug. 2023       | 2025-02-17                                                                  | Fehlerbehebungen |
| 3.x | 3.10.20-elts | 07. Jan. 2025       | 2025-02-17                                                                  | Fehlerbehebungen |
| 4.x | 4.0.0        | 17. Aug. 2021       | 2022-02-15                                                                  | Neue Features und Redesign |
| 4.x | 4.0.6        | 18. Jan. 2022       | 2022-02-15                                                                  | Fehlerbehebungen und Verbesserungen |
| 4.x | 4.1.0        | 15. Feb. 2022       | 2022-08-16                                                                  | Neue Features (Aufgaben-Planer, Child Templates, Barriere-Checker) |
| 4.x | 4.1.5        | 21. Juni 2022       | 2022-08-16                                                                  | Fehlerbehebungen |
| 4.x | 4.2.0        | 16. Aug. 2022       | 2023-03-14                                                                  | Joomla! 4.2 erscheint pünktlich |
| 4.x | 4.2.9        | 14. Mär. 2023       | 2023-03-14                                                                  | Fehlerbehebungen |
| 4.x | 4.3.0        | 22. Aug. 2023       | 2023-08-22                                                                  | Joomla! 4.3.0 ist da – mit geführten Touren |
| 4.x | 4.3.4        | 22. Aug. 2023       | 2023-08-22                                                                  | Joomla! 4.3.4 – Bugfix Release |
| 4.x | 4.4.0        | 17. Okt. 2023       | 2025-10-14                                                                  | Joomla 5.0 und Joomla 4.4 sind da! |
| 4.x | 4.4.4        | 16. Apr. 2024       | 2025-10-14                                                                  | Joomla 5.1.0 und Joomla 4.4.4 sind da! |
| 4.x | 4.4.10       | 07. Jan. 2025       | 2025-10-14                                                                  | Joomla! 5.2.3 und 4.4.10 als Sicherheits- und Bugfix-Release veröffentlicht |
| 5.x | 5.0.0        | 17. Okt. 2023       |                                                                             | Joomla 5.0 und Joomla 4.4 sind da! |
| 5.x | 5.1.0        | 16. Apr. 2024       | Joomla 5.1.0 und Joomla 4.4.4 sind da!                                      | |
| 5.x | 5.2.0        | 15. Okt. 2024       | Joomla! 5.2.0 und Joomla! 4.4.9 veröffentlicht                              | |
| 5.x | 5.2.3        | 07. Jan. 2025       | Joomla! 5.2.3 und 4.4.10 als Sicherheits- und Bugfix-Release veröffentlicht | |
| 5.x | 5.3.0        | 15. April 2025      | Joomla! 5.3 ist da!                                                         | |
| 5.x | 5.3.3        | 19. Aug. 2025       | Joomla! 5.3.3 als Bugfix-Release veröffentlicht                             | |
| 5.x | 5.4.0        | 14. Okt. 2025       |                                                                             | |
| 6.x | 6.0.0        | 14. Okt. 2025       |                                                                             | |
| Ältere Version; nicht mehr unterstütztÄltere Version; noch unterstütztAktuelle VersionZukünftige Version |              |                     |                                                                             | |
| (a) Datumsangaben nach PST/PDT                                                                           |              |                     |                                                                             | |

## Versionen

### Version 1.0.x
Am 19. September 2005 wurde die Version 1.0.0 freigegeben. Merkmale waren die Bereinigung von Fehlern und Sicherheitslücken und die Unterstützung von MySQL 4.1. Der Support und die Weiterentwicklung von Zweig 1.0 wurde am 22. Juli 2009 offiziell eingestellt.

### Version 1.5.x
Am 22. Januar 2008 wurde der erste Stable Release von Joomla 1.5 über die offizielle Projektseite veröffentlicht. Die Veröffentlichung trug den Codenamen Khepri, nach der gleichnamigen altägyptischen Gottheit, die den Sonnenaufgang verkörpert.
Version 1.5 stellt für das CMS Joomla einen Entwicklungssprung dar. Basierte der Quellcode der 1.0x-Serie noch auf Mambo, handelt es sich bei der Version 1.5 im Prinzip um ein neues CMS. Wegen des neuartigen Aufbaus der Version 1.5 wird oft von einem sogenannten Framework gesprochen. Der Code wurde vollständig objektorientiert ausgelegt und die Komponenten folgen dem Model-View-Controller-Entwurfsprinzip. Dementsprechend steht Komponentenentwicklern eine neue API zur Verfügung, um eigene Erweiterungen für Joomla zu entwickeln. Obwohl das Framework in der objektorientierten Version PHP 5 geschrieben wurde, ist Joomla 1.5 auch zur Version 4 teilweise abwärtskompatibel. Dennoch wird PHP 5 für den Betrieb empfohlen, da Joomla 1.5 mit dieser Version signifikant schneller und stabiler läuft.

#### Ausgewählte Eigenschaften
- Strikte Trennung von Layout/Design und funktionalem Quelltext mit dem Model-View-Controller-Entwurfsprinzip
- Suchmaschinenoptimierung – Joomla kann menschen- und maschinenlesbare URLs (zum Beispiel für Suchmaschinen) erzeugen
- Eingebaute Volltext-Suchfunktion
- Eingebaute Caching-Mechanismen sorgen für bessere Performance
- Zahlreiche Templates ermöglichen weitgehende Anpassung des Layouts
- Spracheinstellungen (auch mehrsprachige Sites) mit Hilfe von Lokalisierungsdaten
- Anbindung an LDAP Server/-Authentifizierung
- Anbindung an OpenID Server/-Authentifizierung
- Integration von Ajax-Features mit dem JavaScript-Framework MooTools

### Version 1.6
Version Joomla 1.6 wurde am 10. Januar 2011 veröffentlicht. Joomla 1.6 stellt den Support für PHP 4 endgültig ein, so dass die Systemanforderungen auf PHP 5.2 und höher angehoben wurden. Eines der neuen Hauptfeatures in Version 1.6 ist ein umfangreiches Rechtesystem, das auf einer Access Control List beruht. Außerdem wurde eine unbegrenzte hierarchische Kategorisierung eingeführt und die vereinfachte Aufteilung aus Joomla 1.5 in Bereiche und Kategorien dadurch ersetzt. Die Kategorietiefe lässt sich beliebig erweitern und Artikel so strukturierter einordnen.
Mit Joomla 1.6 wird Joomla um zahlreiche neue Merkmale erweitert. Da das teilweise neu geschriebene Framework von Version 1.6 nicht vollständig auf dem von Joomla 1.5 basiert, wurde ein Update von früheren Versionen auf 1.6 nicht empfohlen.

### Version 3.0
Die am 27. September 2012 veröffentlichte Version 3.0 von Joomla legt ihren Fokus vor allem auf die mobile Verwendung des CMS sowie die Unterstützung des sogenannten Responsive Webdesign. So wurde zum Beispiel der WYSIWYG-Editor so angepasst, dass er auch auf dem kleinen Bildschirm eines Smartphones gut bedient werden kann. Außerdem wurde ein neues Template namens Protostar eingeführt, das sich flexibel an die Größe des verfügbaren Bildschirms anpasst.

### Version 3.6
Bei der am 12. Juli 2016 freigegebenen Version 3.6 wurde die Benutzerführung im Backend verbessert, Module und Menüpunkte sind leichter auffindbar. Kategorien können beim Erstellen eines neuen Beitrags angelegt werden. Insgesamt wurden über 400 Änderungen in Joomla eingebracht, darunter auch neue und erweiterte Funktionen für Entwickler.

#### Version 3.10.13-elts – 3.10.20-elts
Auf Grund der großen Anzahl Joomla! 3.x Installationen zum Zeitpunkt des offiziellen Endes des Supportes für die Version 3.x von Joomla hat das OpenSourceMatters entschieden, eine Extended Longterm Support Version, die durch einen Drittanbieter gepflegt wird und ausschließlich Sicherheitsupdates erhält, auszuschreiben. Am 18. August 2023 wurde der erste Release dieser ELTS Version veröffentlicht und am 7. Januar 2025 der letzte. Der Support für die Extended Longterm Support Version endete am 17. Februar 2025.

### Version 4.0
Die Version 4.0 wurde am 17. August 2021 veröffentlicht und hat eine grundlegend angepasste Benutzeroberfläche. So wurde beispielsweise der Editor und der Medienmanager überarbeitet. Des Weiteren gibt es nun anpassbare E-Mail-Vorlagen, verbesserte Barrierefreiheit, eine neue Suchfunktion, eine überarbeitete Code-Architektur für höhere Sicherheit, Geschwindigkeits-Verbesserungen sowie neue Funktionen für Zusammenarbeit in Autoren-Teams.

### Version 5.0
Die Version 5.0 wurde am 17. Oktober 2023 veröffentlicht und erhöht die Minimum-Version für PHP (8.1), MySQL (8.0.13) und PostgreSQL (12). Außerdem wird MariaDB (10.4) jetzt offiziell unterstützt. Das Backend Template hat einen Dark-Mode bekommen und viele Verbesserungen an der Codebase wurden durchgeführt.

### Version 6.0
Die erste Alphaversion von Joomla 6.0 soll am 15. April 2025 veröffentlicht werden.

## Erweiterungen
Viele Anwender haben Erweiterungen (Module und Komponenten) für Joomla erstellt, die sie der Nutzergemeinde meist kostenfrei zur Verfügung stellen – beispielsweise eine Online-Shop-Lösung mit VirtueMart. Auf diese Weise bietet Joomla einen beachtlichen Funktionsumfang, der praktisch alle üblichen Anwendungen abdeckt. Neben den Vorteilen haben aber gerade diese Erweiterungen in der Vergangenheit immer wieder Sicherheitsprobleme hervorgerufen, so dass der Anwender eine gewisse Vorsicht walten lassen sollte (siehe Abschnitt Sicherheit). Zusätzlich zu den kostenfreien Erweiterungen gibt es auch einige kommerzielle Produkte für Joomla, welche jedoch lizenzrechtlich umstritten sind.
Bei den Erweiterungen unterscheidet man Plugins, Komponenten, Module und Templates: Plugins verändern den Programmcode von Joomla!, Komponenten ergänzen zusätzliche Funktionalitäten, Module zeigen Daten aus dem Joomla!-Kern oder anderen Erweiterungen an und die Templates bestimmen das Aussehen und die Seitenstruktur.

## Joomla User Groups (JUGs)
Die sogenannten JUGs sind lokale Gruppen von Joomla-Benutzern und -Entwicklern, die sich regelmäßig zusammenfinden, um Informationen über Joomla auszutauschen, Projekte zu planen (z. B. Workshops) und natürlich, um sich kennenzulernen und somit die soziale Komponente von Open-Source-Software zu pflegen. JUGs gibt es bisher (Stand März 2019) in den Städten Augsburg, Berlin, Böblingen, Dresden, Freiburg im Breisgau, Friedrichshafen, Fulda, Gifhorn, Hamburg, Hannover, Im Pott, Karlsruhe, Koblenz, Köln, Landshut, Lübeck, München, Nürnberg, Rhein Main, Sauerland, Stuttgart, Wolfenbüttel, sowie in der Schweiz und in Österreich.

## Name und Logo
Der Name Joomla (englische Lautumschreibung) leitet sich von dem Wort „Jumla“ aus der Swahili-Sprache ab und kommt ursprünglich aus dem Arabischen جُمْلَة. Es bedeutet so viel wie „das Ganze“ oder auch „als ganzes“ und betont damit die Rolle der Entwickler-Gemeinschaft (Community).
Das offizielle Logo besteht aus dem Logobild und dem Joomla-Schriftzug. Das Logobild repräsentiert die Vereinigung der Joomla-Community. Es setzt sich aus vier zueinander gedrehten J zusammen. Das Joomla-Logo ist nicht copyrightfrei und darf nur unter bestimmten Bedingungen verwendet werden. Ein Abändern des Logos ist in den meisten Fällen nicht gestattet. Das Logo darf dann in Publikationen verwendet werden, wenn sich diese an die von Joomla vorgegebene Farbgestaltung halten.

## Sicherheit
Aufgrund der Popularität und bekannter Sicherheitsprobleme werden Joomla-Installationen immer wieder zur Zielscheibe von Angriffen, insbesondere in Form sogenannter Defacements. Laut einer IBM-Studie aus dem Jahr 2008 ist die Zahl der Sicherheitslücken bei Webapplikationen allerdings generell drastisch angestiegen, so dass prinzipiell alle Systeme von diesem Problem betroffen sind.
Im Entwicklerteam von Joomla gibt es eine spezielle Abteilung, welche sich nur um das Auffinden von Fehlern kümmert und den Namen „Bug Squad“ trägt. Vor allem die zahlreichen Drittkomponenten verursachen ein erhöhtes Sicherheitsrisiko, was von Hackern ausgenutzt wird. Einige dieser Erweiterungen benötigen sehr weitgehende Rechte auf dem Server, welche zudem meist nicht explizit aufgeführt werden. Programmierbedingte Sicherheitsmängel sind dagegen selten und werden zudem in aller Regel recht schnell beseitigt. Anwender können in der jeweiligen Online-Community Hilfe finden, um ihr System auf dem neuesten Stand zu halten. Viele – vor allem private – Benutzer vernachlässigen jedoch die Pflege einer Webseite und sind sich der resultierenden Probleme nicht bewusst.
In einem separaten englischen Wiki werden grundlegende Sicherheitstipps für den sicheren Betrieb von Joomla gegeben.

## Entwicklungszyklus
Joomla hat mit der Einführung von 1.6 eine neue Entwicklungsstrategie übernommen. Grundgedanke ist die kontinuierlichere Veröffentlichung von Standard Support Release (SSR). Dadurch sollen Nutzerwünsche schneller in den Joomla-Kern übernommen werden und live zu Gunsten zukünftiger Veröffentlichungen stabilisiert werden. Dem schnellen Wechsel zwischen den Major Releases stehen viele Nutzer kritisch gegenüber, besonders dann, wenn aufwendige Anwendungen für eine Joomla-Webseite entwickelt wurden und der Ersteller den Kern aktualisieren muss, um aktuelle Sicherheitsupdates zu erhalten.
Am 25. April 2014 gaben die Entwickler bekannt, dass das frühere System bestehend aus unterschiedlichen LTR- (Long Term Release) und STR-Versionsschienen (Short Term Release) zugunsten eines linearen Versionszyklus aufgegeben werden soll. Die erste Veröffentlichung nach dieser Umstellung war die Version 3.3.1.

## Community
Joomla hat eine offizielle und viele inoffizielle Communitys. Das offizielle Joomla-Forum umfasste im April 2019 mehr als 3,2 Millionen Beiträge von über 730.000 registrierten Mitgliedern. Inoffizielle Websites werden in vielen Sprachen veröffentlicht, meist mit Joomla-Erweiterungen, die regionsspezifisch sind. Bidirektionale Textunterstützung für Hebräisch und Arabisch zum Beispiel finden sich häufig in Community-Portalen von Drittanbietern. Inoffizielle Web-Entwickler programmieren ebenfalls Erweiterungen und Templates für den kommerziellen Vertrieb und bieten individuelle Anpassungsdienste auf Freelance-Basis an. Gewöhnlicherweise wird ein Template in einer Zip-Datei veröffentlicht, die mit Hilfe des integrierten Joomla-Installationsprogrammes installiert werden kann.

### Joomla 3.x
- David Jardin und Elisa Foltyn: Joomla! 3: Professionelle Webentwicklung. Aktuell zu Version 3.7 (inkl. e-commerce). Carl Hanser Verlag GmbH & Co. KG, ISBN 978-3-446-44015-9.
- Richard Eisenmenger: Joomla! 3: Das umfassende Handbuch. Aktuell zu Version 3.4. Rheinwerk Computing, ISBN 978-3-8362-3711-6.
- Daniel Koch: Erfolgreich starten mit Joomla!3. Data Becker 2013, ISBN 978-3-8158-4000-9.
- André Wösten: Joomla! 3 – Das umfassende Training. DVD Video-Training. Galileo Press 2013, ISBN 978-3-8362-2025-5.
- Alexander Schmidt, Andreas Lehr: Templates für Joomla! 2.5 und 3.X – Design und Implementierung. Franzis Verlag, 2012.

### Joomla 2.5
- Hagen Graf: Joomla! 2.5 – Ein Anfängerbuch. cocoate Verlag, Fitou 2012
- Daniel Koch: Das große Buch: Joomla! 2.5. Data Becker, Düsseldorf 2012, ISBN 978-3-8158-3111-3.
- Christiane Maier-Stadtherr, René Serradeil und Axel Tüting: Joomla!-Extensions entwickeln: Eigene Komponenten, Module und PlugIns programmieren. Franzis Verlag, Poing 2012, ISBN 978-3-645-60134-4.
- Axel Tüting: Webseiten erstellen mit Joomla! 2.5 – Alle Features – Templates – SEO. Franzis Verlag, Poing 2012, ISBN 978-3-645-60164-1.
- André Wösten: Joomla! 2.5 – Das umfassende Training. DVD Video-Training. Galileo Press 2013, ISBN 978-3-8362-1916-7.
- David Jardin: Joomla! 2.5: Professionelle Webentwicklung. Carl Hanser Verlag, München, 2013, ISBN 978-3-446-43086-0.

### Joomla 1.0
- Alexander Schmidt: Joomla!-Templates – Design und Implementierung. Franzis Verlag, 2009, ISBN 978-3-7723-7356-5.
- Alexander Schmidt, Andreas Lehr: Templates für Joomla! 1.6 und 1.7 – Design und Implementierung. Franzis Verlag, 2010, ISBN 978-3-645-60073-6.
- Alex Kempkens: Das Joomla!(1.0)-Entwicklerhandbuch. (Open Source Library). Addison-Wesley, 2007, ISBN 978-3-8273-2323-1.
- Anja Ebersbach, Markus Glaser, Radovan Kubani: Joomla! (1.0) Das Handbuch für Einsteiger. Galileo Computing, 2006, ISBN 3-89842-632-7. (online lesbar und als Download verfügbar (ZIP; 20,1 MB) – 28. Juni 2006)
- Tobias Hauser, Christian Wenz: Joomla! und Mambo. Open Source-CMS einsetzen und erweitern. Hanser Verlag, 2006, ISBN 3-446-40690-5.
- Hagen Graf: Joomla! (1.0) Websites organisieren und gestalten mit dem Open Source-CMS. Addison-Wesley, 2005, ISBN 978-3-8273-2344-6.